# William Haenszel
William M. Haenszel (ur. 19 czerwca 1910 w Rochester, zm. 13 marca 1998 w Wheaton) – amerykański epidemiolog i statystyk, współautor statystycznego testu Cochrana–Mantela–Haenszela.